# Venkovský dům čp. 102 (Řetová)
Venkovský dům čp. 102 stojí v katastrálním území Řetová v okrese Ústí nad Orlicí. V roce 1996 byl Ministerstvem kultury České republiky prohlášen za kulturní památku ČR.

## Historie
Dům byl postaven kolem roku 1825 v klasicistním slohu a na počátku 20. století byl upraven v duchu secesního stylu s bohatou štukovou výzdobou. Dům vzdělance byl v roce 1996 prohlášen kulturní památkou ČR.

## Popis
Dům čp. 102 je zděná stavba postavena na půdorysu obdélníku a ukončena sedlovou střechou s vikýřem na okapové uliční straně. Vikýř byl přistavěn při přestavbě na začátku 20. století. Krytinou je střešní taška. Fasáda domu je zdobena reliéfní štukovou výzdobou, okna jsou ozdobně orámována s profilovanými rámy, v nadpraží kamenného portálu je datace 1825. Štít a vikýř mají bohatě vyřezávané okřídlí. Ve štítu vikýře je štukový reliéf, který znázorňuje svatý Jiřího jak zabíjí draka. Ve štítovém průčelí v horní části je štukový reliéf dvou ležících lvů, kteří drží medailon s iniciálami Dr. J.S., nad nimi je štuková hlava jelena s nasazeným parožím. Pod  reliéfem je dvojice sdružených oken mezi dvěma loveckými výjevy. Zadní průčelí má bedněnou lomenici.